# Gerard Blat
Gerard Blat Baeza (Barcelona; 14 de abril de 1997) es un baloncestista español que pertenece a la plantilla del FC Cartagena Baloncesto de la Primera FEB. Con 1,87 metros de estatura, juega en la posición de base. 

## Trayectoria deportiva
Formado en las categorías inferiores del CB San José de Badalona y CB Vilassar de Dalt. En la temporada 2015-16 formó parte del Arenys Bàsquet Joventut de Liga EBA, filial del Jouventut de Badalona.
En la siguiente temporada, bajaría de categoría para jugar en el Coalci Sant Josep para jugar en una división inferior con el conjunto catalán.
En la temporada 2017-18 formaría parte de las filas del Coalci Sant Josep en las que disputaría la Liga EBA Grupo C y realizaría una gran temporada, realizando partidos con una grandes anotaciones.
En septiembre de 2018, se compromete para disputar la temporada 2018-19 en las filas del CB Prat de LEB Oro, dando un salto importante en su carrera profesional. Su destacada actuación en EBA le llevó a firmar por el CB Prat de LEB Oro, aunque finalmente comenzó la temporada  2018-2019 cedido al Sant Adriá, donde iba a disponer de más minutos que le vendrían bien para seguir con su formación.
En enero de 2019, se incorpora al Club Baloncesto Almansa para disputar la Liga LEB Plata, con el que conseguiría el ascenso a LEB Oro a final de la temporada.
El 7 de julio de 2021, firma por el Albacete Basket de la Liga LEB Plata.
El 28 de julio de 2023, firma por el FC Cartagena Baloncesto de la Liga LEB Plata.
En la temporada 2024-25, forma parte de la plantilla del club cartagenero en la Primera FEB.